# Juan Antonio Hernández Pérez de Larrea
Juan Antonio Hernández Pérez de Larrea (Villar del Salz, Teruel, 30 de septiembre de 1730-Valladolid, 21 de abril de 1803) fue un religioso y botánico español.

## Biografía
Natural de Villar del Salz, donde desde tiempo inmemorial se halla el solar del linaje infanzón de los Hernández, utilizaba el apellido Hernández de Larrea, resultado de la unión de su primer y cuarto apellido. Estudió en Zaragoza, Valencia y Gandía, donde se graduó como Bachiller en filosofía y Doctor en Teología. Fue canónigo y deán de la catedral de Zaragoza. 
Figura clave de la ilustración aragonesa. Como deán de la catedral de Zaragoza impulsó en 1776, junto con el marqués de Ayerbe, la creación de la Real Sociedad Económica Aragonesa de Amigos del País y el fomento de las nuevas ciencias, para lo cual dotó de su propio pecunio las primeras cátedras aragonesas de química, botánica, matemáticas y economía. En 1788 realizó sus pruebas de nobleza, legitimidad y cristiandad por las cuatro líneas para su ingreso como Caballero de la Orden de Carlos III (exp. 312). 
Eminente botánico y amigo de Juan Meléndez Valdés, con su nombre se llamó al género Larrea, desde 1798 fue presidente de la Real Sociedad Económica Aragonesa de Amigos del País y, más tarde, preconizado obispo de la diócesis de Valladolid (1802-1803). Falleció en Valladolid el 21 de abril de 1803, poco después de tomar posesión del obispado de dicha ciudad.

## Publicaciones
- Oración panegirica que en la translación del Santísimo Sacramento a su nueva parroquia de Santa Cruz, executada en el 8 de octubre de 1780. Zaragoza Texto completo